# Ронан, Киан
Киан Ронан (англ. Kian Ronan; 9 марта 2001) — гибралтарский футболист, защитник клуба «Линкольн Ред Импс» и сборной Гибралтара.

## Биография

### Клубная карьера
Воспитанник английского клуба «Ипсвич Таун». В ноябре 2018 года был отдан в краткосрочную аренду в клуб истмийской лиги (D8) «Милденхолл Таун», за который провёл 6 матчей. За основной состав «Ипсвич Таун» не играл. Летом 2019 года подписал контракт с клубом чемпионата Гибралтара «Манчестер 62». В его составе провёл 13 матчей и забил 6 голов. Перед началом следующего сезона перешёл в «Линкольн Ред Импс».

### Карьера в сборной
За основную сборную Гибралтара дебютировал 5 сентября 2020 года в матче Лиги наций УЕФА против сборной Сан-Марино, в котором вышел на замену на 84-й минуте вместо Луи Эннесли.